# Cá lòng tong Bến Hải
Cá lòng tong Bến Hải (danh pháp khoa học: Tanichthys micagemmae) là một loài cá nước ngọt. Nó là thành viên của họ Cá chép (Cyprinidae) trong bộ Cypriniformes. Nó chỉ được phát hiện vào năm 2001, trong một nhánh của sông Bến Hải ở tỉnh Quảng Trị, Việt Nam.
Loài này, vẫn còn hiếm, được bán tại Anh dưới tên gọi chung Cá hồng y Việt Nam. Nó được biết đến trong tiếng Phần Lan như juovakardinaalikala (cá hồng y sọc).

## Hình ảnh

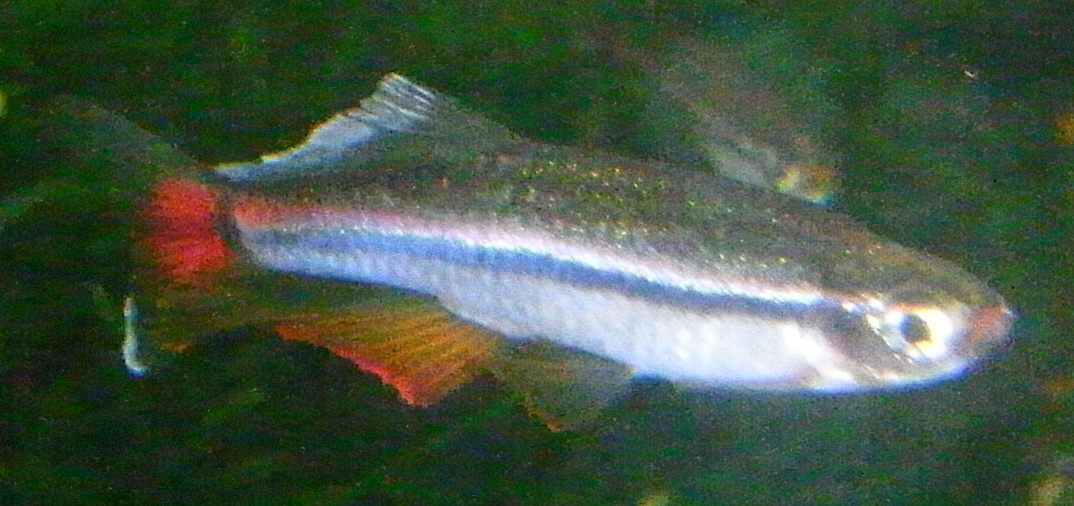

- Tư liệu liên quan tới Tanichthys micagemmae tại Wikimedia Commons